# Seong Ui-bin
Nobila Consoartă Regală Ui din clanul Seong (n.8 iulie 1753 – d.14 septembrie 1786) a fost una dintre concubinele regelui Jeongjo al Joseonului. Viitoarea consoartă Ui s-a născut în 1753. A fost fiica lui Seong Yun-u și a doamnei Im. De la o vârstă fragedă, Seong Ui-Bin intră în palatul regal ca și servitoare. Ea devine "Sang-Ui" (상의), servitoarea personală a concubinei Yoon Hwa-Bin. În 1781, devine concubina regelui Jeongjo, primind titlul "Sang-Gung" (상궁). În septembrie 1782, doamna Seong primește titlul "So-Yeong" (소용), după ce îi naște regelui un fiu, prințul Yi Hyang (리양). În noiembrie 1782, prințul Yi Hyang devine prinț moștenitor, iar ea primește titlul "Bin" (빈). Pe 11 mai 1786, prințul Munhyo moare la vârsta de patru ani. Patru luni mai târziu moare și ea.

## Portretizari in Filme
Yi San—Han Ji-Min
The Red Sleeve-Lee Se-Young